# نيري ألبرتو بومبيدو
نيري ألبرتو بومبيدو (Nery Alberto Pumpido) ولد في 30 يوليو ،1957 في مدينة سانتا في ، مدرب كرة قدم، يلعب سابقا في مركز حراسة المرمى، لعب مع منتخب الأرجنتين في نهائيات كأس العالم مرتين، حاليا هو المدير الفني للنادي سي دي فيراكروز المكسيكي،

## مسيرته
في بدايات فترة الثمانينات الميلادية، صنع بومبيدو لنفسه مكانة في فريق يونيون دي سانتا في ، خلال مشواره في كرة القدم، لعب مع يونيون دي سانتا في ، فيليز سارسفيلد ، ريفر بليت ، وكذلك ريال بتيس الإسباني .
بعد الفترة القصيرة التي قضاها لفيليز سارسفيلد ، تم نقله إلى نادي ريفر بليت ، لملء فراغ رحيل الحارس أوبالدو فيلول .
في عام 1987 ، فقدت إصبعه خلال التدريب عندما أمسك خاتم الزواج في مسمار على العارضة، لكنه أعيد بعد ذلك عن طريق إجراء عملية جراحية.

## مسيرته الدولية
تم اختياره من قبل المدرب الأرجنتيني سيزار لويس مينوتي باعتباره الحارس الثالث للمنتخب الأرجنتيني في كأس العالم عام 1982 ، لكنه لم يلعب في البطولة.
ولكنه كان الحارس الأول لمنتخب الأرجنتين الفائز بكأس العالم عام 1986 ، لعب جميع مبارياته السبع، سجلت في مرماه خمسة أهداف فقط خلال 630 دقيقة، وكان صاحب المركز الثالث في نظافة الشباك
في كأس العالم عام 1990 ، لعب مباراتين فقط حيث تمت إصابته بكسر في الساق في مباراة فريقه الثانية ضد الاتحاد السوفياتي، وقد حل محله في تلك المباراة من يقوم مقامه (سواء في ريفر بليت وفي المنتخب الوطني) سيرجيو غويكوتشيا، الذي أصبح في نهاية المطاف بطلا للمنتخب الأرجنتيني، حيث أنقذ منتخبه مرتين في الركلات الترجيحية وبلوغ المباراة النهائية أمام ألمانيا .

## مسيرته التدريبية
بعد اعتزاله كلاعب، بدأ العمل كمدرب لكرة القدم، بعد عدة مواسم في فريق يونيون دي سانتا في تولى تدريب نادي أوليمبيا أسونسيون ، فاز بكأس ليبرتادوريس عام 2002 ، ثم أصبح مدرب لنادي أونال تيغري المكسيكي، والوصول للدور النهائي في الدوري عام 2003-04 ، بين أكتوبر 2005 و يوليو 2006 درب في دوري الدرجة الأولى الأرجنتيني نادي نيولز أولد بويز ، وفي موسم 2008-09 انتقل لتدريب نادي الشباب السعودي لكنه لم يستمر طويلا حيث تمت إقالته .

## روابط خارجية
- نيري ألبرتو بومبيدو على موقع الاتحاد الدولي (مؤرشف)  (الإنجليزية)
- نيري ألبرتو بومبيدو على موقع الاتحاد الأوربي (الإنجليزية)
- نيري ألبرتو بومبيدو على موقع قاعدة بيانات كرة القدم.إي يو (الإنجليزية)
- نيري ألبرتو بومبيدو على موقع ناشيونال فوتبول تيمز (الإنجليزية)
- نيري ألبرتو بومبيدو على موقع عالم كرة القدم.نت (الإنجليزية)